# Rixdollar di Ceylon
Il rixdollar è stata la valuta di Ceylon fino al 1828. Era suddiviso in 48 stiver, ognuno di 4 duit. Esistevano anche monete denominate fanam e larin, dal valore rispettivamente di 4 e 9½ stiver. Le monete prendevano il nome dal rijksdaalder olandese e dallo stuiver, anche se in Olanda il rijksdaalder valeva 50 stuiver.
Il sistema monetario era così organizzato: 1 Rixdollar = 12 Fanam = 48 Stuiver = 192 = Duit. Il rixdollar fu sostituito dalla sterlina britannica con un cambio di 1 rixdollar = 1 shilling, 6 penny.

## Monete
La Compagnia olandese delle Indie orientali (VOC) emise monete durante il XVIII secolo con i valori di 1/2 ed 1 duit, 1/4, 1, 2 e 4e 3/4 stuiver ed 1 rixdollar.
Dopo che il Regno Unito prese il controllo di Ceylon, furono introdotte nel 1801 monete di scarsa qualità in rame dai valori di 1/48, 1/24 ed 1/12 di rixdollar. Nel 1802 furono introdotte monere di rame, coniate a macchina, da 1/192, 1/96 ed 1/48 di rixdollar, anche se le monete precedenti continuarono a essere prodotte fino al 1816. Monete d'argento da 24, 48 e 96 stiver furono introdotte il 1803.
Nel 1815 furono emesse monete in rame da 1/2, 1 e 2 stiver, dal valore di 1/96, 1/48 ed 1/12 di rixdollar. Monete d'argento in rixdollar furono emesse nel 1821.

## Banconote
Le prime emissioni cartacee di Lanka furono i "kredit brieven" olandesi, stampati dalla VOC (Verenigde Oostindische Compagnie - Compagnia olandese delle Indie orientali) tra il 1785 e il 1795. Erano dei buoni del Tesoro denominati in rixdollars e convertibili in monete di rame di Zeylan (i domini olandesi a Lanka) al cambio di 48 stuivers per rixdollar. Il Governatore Van De Graaff ne decise l'emissione per supplire alle richieste dello sforzo bellico che l'Olanda stava sostenendo in Europa al fianco della Francia nella Guerra d'indipendenza americana. Il conio di monete implicava l'uso di metalli spesso preziosi e quindi era dispendioso, la carta invece costa poco. Nel 1796 ai "kredit brieven" si aggiunse una emissione di buoni fruttiferi con le denominazioni da 1, 2, 3, 4, 5 e 10 rixdollars.
In seguito allo scoppio della Rivoluzione francese, lo Zeylan olandese diventa parte in causa al fianco della Repubblica di Batavia e l'Inghilterra invade i territori olandesi di Lanka: con la presa di Colombo, capitale di Zeylan, nel 1796, il predominio olandese sull'isola viene meno e l'Inghilterra subentra come potenza coloniale dominante. Nello stesso anno l'Inghilterra rileva il debito dei "kredit brieven" e il Governo di Ceylon emette due banconote in rixdollar, quella da 5 rixdollars nel 1809 e quella da 2 rixdollars nel 1826 prima di passare definitivamente alla sterlina. Le banconote in rixdollars non cambiate furono demonetizzate nel 1831.